# 阿巴斯·尼爾福魯尚
阿巴斯·尼爾福魯尚（羅馬化：Abbas Nilforoushan；1966年—2024年9月27日），是伊朗伊斯蘭革命衛隊准將，曾擔任該部隊的作戰副指揮官。他的軍旅生涯始於1980年，當時他加入巴斯基，隨後進入伊朗伊斯蘭革命衛隊，並在兩伊戰爭期間成為該組織的長期成員。
2024年9月27日，他在與黎巴嫩真主黨領袖哈桑·納斯魯拉一同參加會議時，於真主黨總部遭到以色列空襲身亡。

## 生平及事蹟
尼爾福魯尚於1966年出生於伊朗伊斯法罕省伊斯法罕。14歲時，他自願加入巴斯基，並前往兩伊戰爭的西部和南部戰線。他在戰爭期間於第14伊瑪目侯賽因師及第8納傑夫·阿什拉夫裝甲師中擔任多個職務，包括排長、連長、營長、軸心指揮官，後來成為第8納傑夫·阿什拉夫裝甲師的作戰副指揮官，當時由艾哈邁德·卡澤米指揮。
在軍旅生涯中，尼爾福魯尚也曾擔任過革命衛隊陸軍作戰副指揮官、指揮與參謀學院指揮官，以及 副總司令。此外，他曾有5年在黎巴嫩和敘利亞的服役經驗。自2019年起，他一直擔任革命衛隊作戰副指揮官。2022年10月26日，美國財政部與國務院聯合對尼爾福魯尚實施制裁，原因是他參與對伊朗抗議活動的鎮壓。
2024年9月27日，尼爾福魯尚在真主黨總部與哈桑·納斯魯拉一同遭以色列空襲中被擊斃。